# Comparettia macroplectron
Comparettia macroplectron là một loài phong lan.

## Hình ảnh

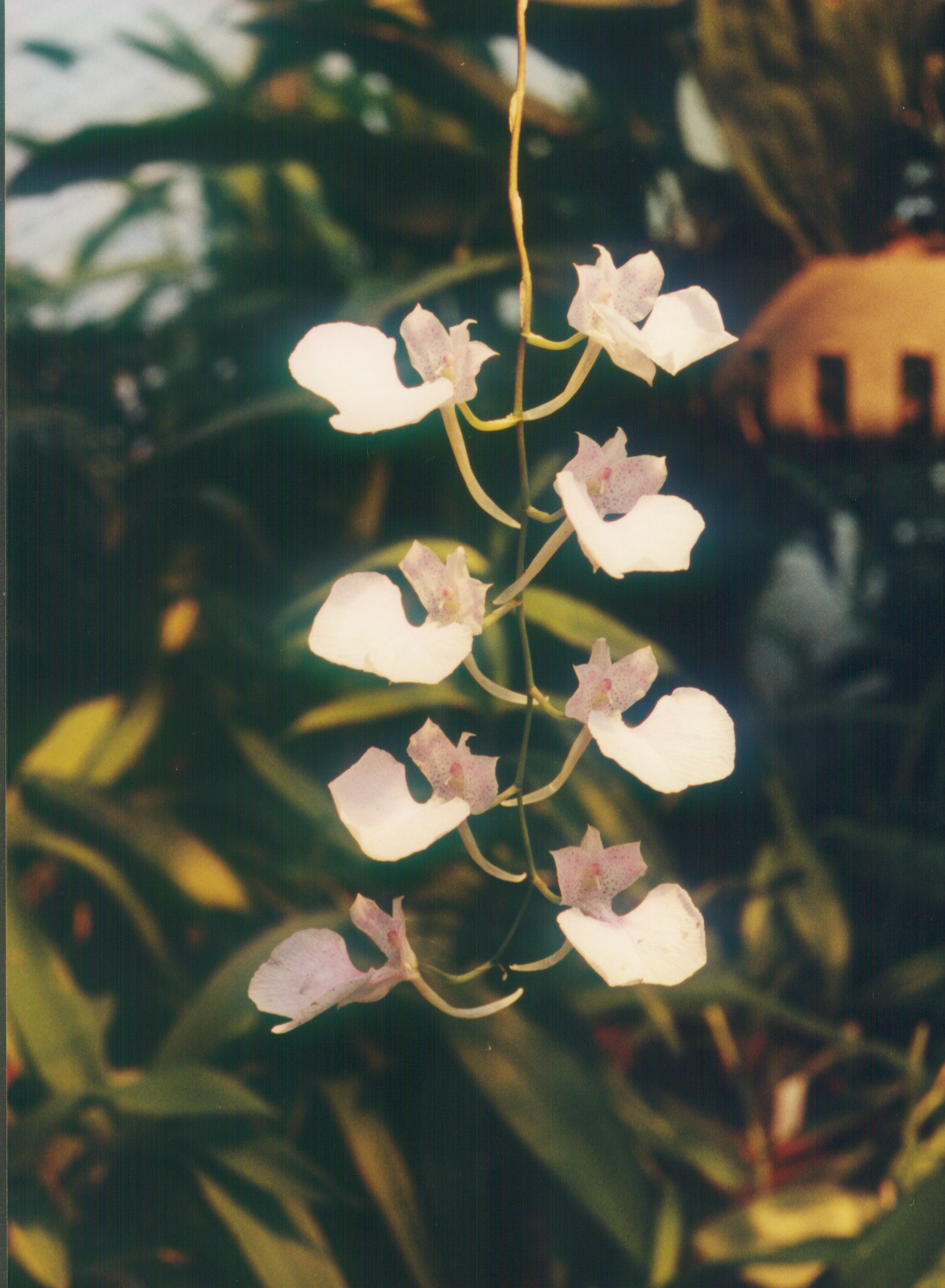
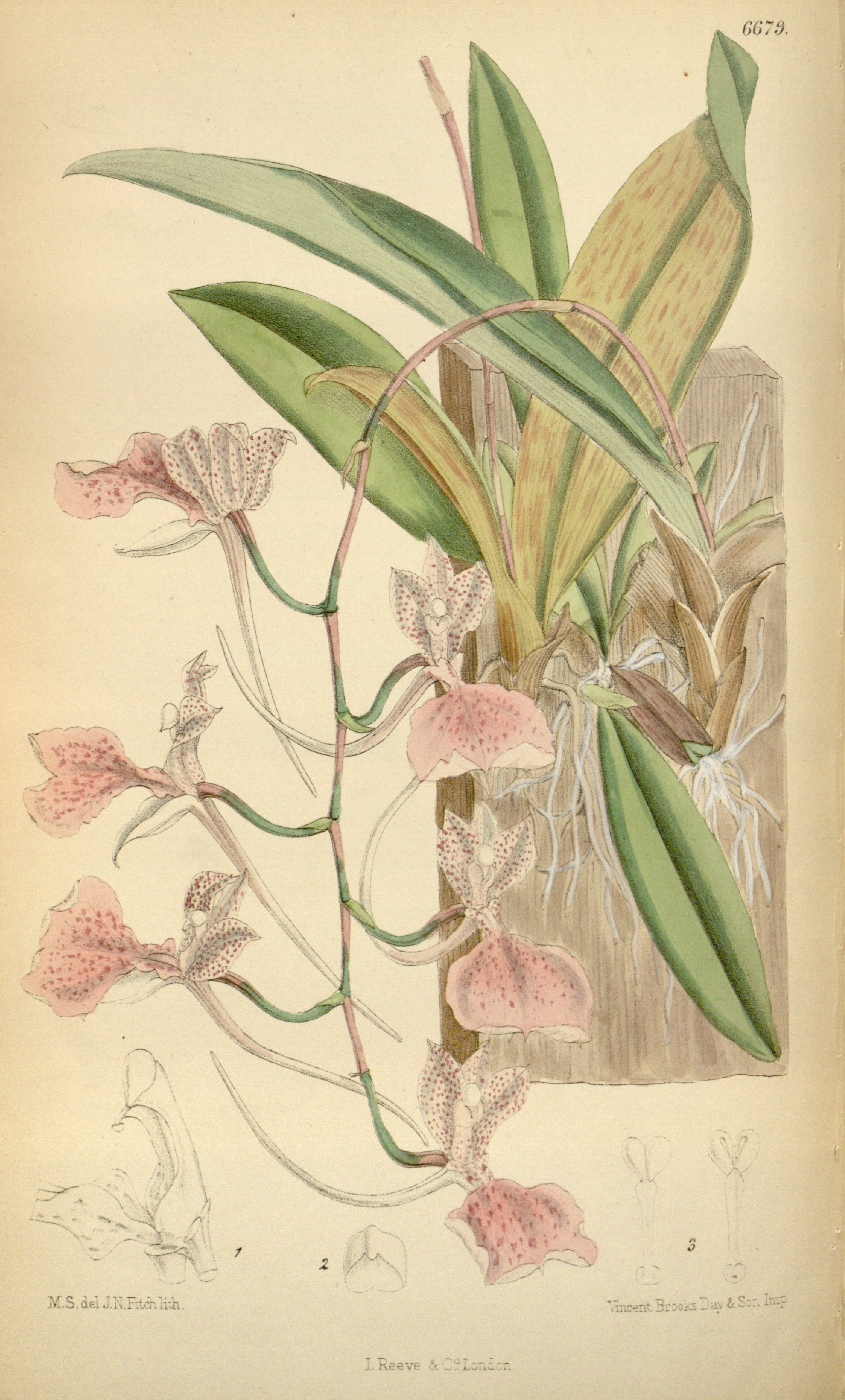
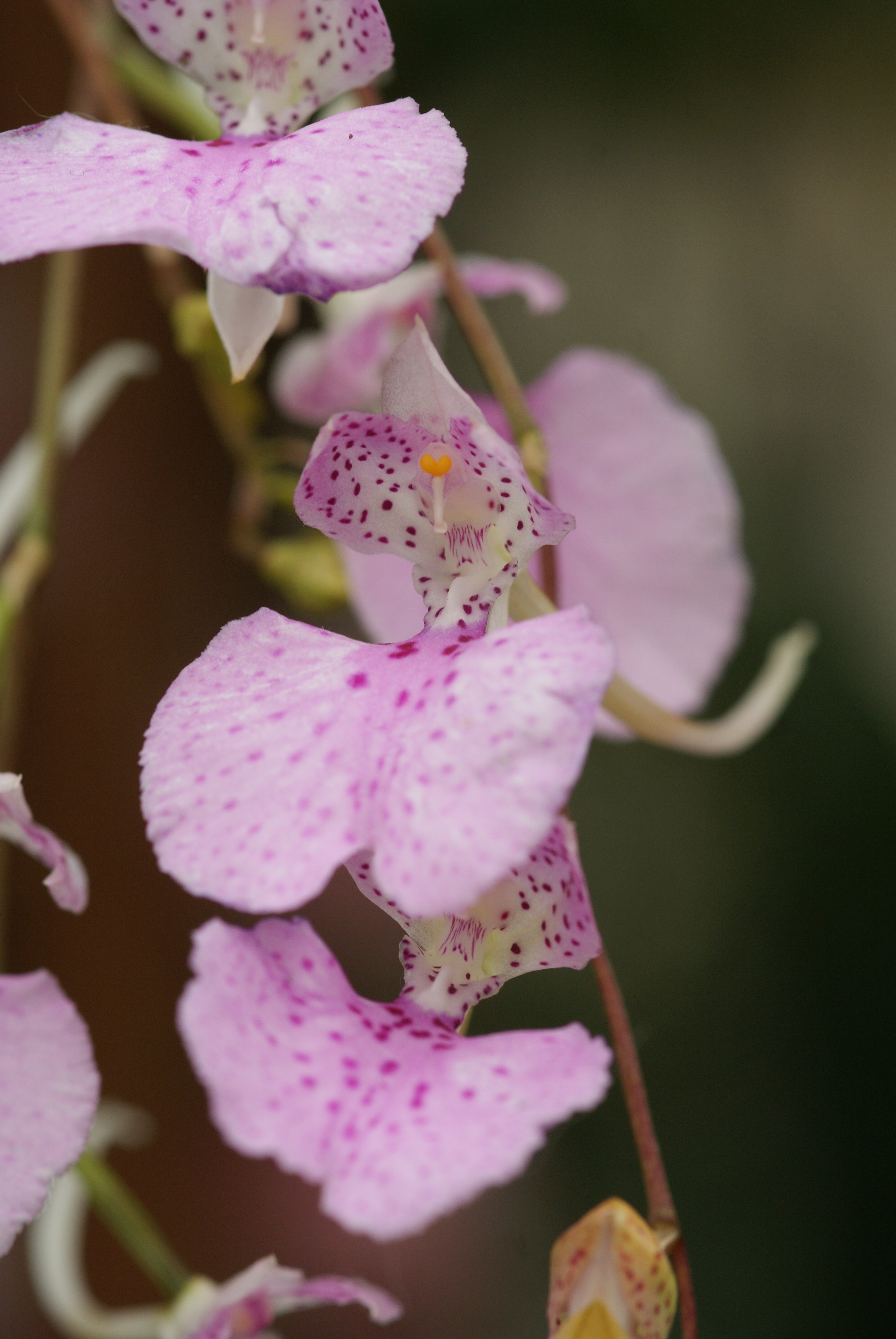
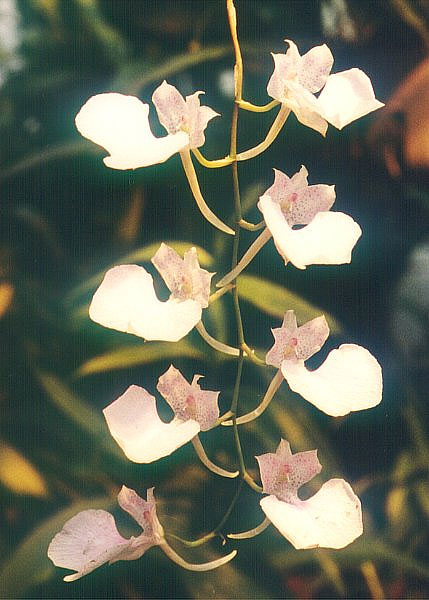